# Sospensione (farmaceutica)
La sospensione farmaceutica è una modalità di preparazione e somministrazione di un farmaco.

## Descrizione
È un sistema eterogeneo, in cui particelle solide insolubili sono disperse in un mezzo disperdente liquido. Le dimensioni di tali particelle sono generalmente comprese fra 0,1 e 100 micrometri.
La fase continua (o esterna) è un liquido o un semisolido, mentre la fase dispersa (o interna) può consistere di particelle separate le une dalle altre oppure di un gruppo di particelle risultanti da interazioni solido-solido.
Alcune sospensioni sono già pronte per l'uso, altre sono miscugli solidi di polveri o di granulati dai quali si ottiene la sospensione per aggiunta di un adatto veicolo, poco prima dell'uso.

## Peculiarità
- la facilità di somministrazione per via orale, soprattutto in campo pediatrico, sostanze insolubili, anche di sapore sgradevole, in una forma palatabile, perché nei solidi il sapore è meno percepibile (es. cloramfenicolo)
- il principio attivo può venir trasformato in un derivato insolubile per evitare fenomeni idrolitici che possono essere ulteriormente minimizzati preparando la sospensione al momento dell'uso
- la possibilità di somministrare medicamenti insolubili per via parenterale per controllare la velocità dì assorbimento del farmaco per avere un'azione prolungata.

## Vie di somministrazione
Le sospensioni trovano impiego:
- per uso orale
- per uso esterno
- per via parenterale (escluse le vie endovenosa e intratecale)
- per uso oftalmico
- per via auricolare o nasale
- per inalazione

Le sospensioni iniettabili devono essere sterili e richiedono un accurato controllo della viscosità e delle dimensioni delle particelle, sia per ragioni di biodisponibilità sia perché il prodotto possa fluire liberamente dall'ago della siringa.

## La concentrazione della fase dispersa
Varia entro limiti molto ampi ed compresa fra 5-10 per cento per scendere a 0,5-5 per cento nelle sospensioni iniettabili e salire al 50-75 per cento in alcune sospensioni di mezzi radioopachi come il solfato di bario.

### Fase disperdente
Nella maggior parte dei casi si ha a che fare con sospensioni a fase esterna acquosa; più raramente si incontrano sospensioni oleose (per uso sia orale che parenterale).
Alcuni preparati si presentano in forma solida, da ricostituire al momento dell'uso per aggiunta dell'appropriato solvente (a questa forma di presentazione si ricorre quando il principio attivo non possiede stabilità chimica sufficiente sotto forma di sospensione pronta).
Quasi tutti i sistemi sospesi tendono, col tempo, a dare separazione di fase. Tuttavia non è importante cercare di eliminare la sedimentazione, quanto diminuire la velocità del fenomeno e ottenere la completa risospendibilità per semplice agitazione.

## Requisiti fondamentali di una sospensione
1. Dispersione uniforme delle particelle sospese; dopo agitazione la preparazione deve fluire facilmente dal contenitore.
2. Sedimentazione lenta del materiale sospeso; le particelle che sedimentano sul fondo del contenitore non devono formare un sedimento compatto (cake), ma devono essere facilmente disperse a formare una sospensione omogenea in seguito ad agitazione. In queste condizioni il sistema deve rimanere sufficientemente omogeneo almeno per il periodo di tempo necessario per il prelievo e la somministrazione della dose.
3. Le dimensioni delle particelle sospese non devono aumentare nel tempo.
4. La viscosità deve essere adeguata, così da consentire facilmente il prelievo della dose dal flacone (uso orale), da fluire facilmente attraverso l'ago di una siringa (uso iniettatile) e da aderire sufficientemente alla superficie di applicazione (uso esterno).
5. stabilità chimica
6. buone proprietà organolettiche (aspetto, sapore, colore).